# Haredevil Hare
Haredevil Hare és un curtmetratge d'animació de la sèrie Looney Tunes estrenat el 1948, dirigit per Chuck Jones. Protagonitzat per Bugs Bunny, aquest és el primer dibuix animat on apareix Marvin el Marcià - encara que en aquest curt no té nom - al costat del seu gos marcià, "K-9". Totes les veus van ser fetes per Mel Blanc. La veu nasal de Marvin és similar al personatge que apareix en What's Cookin' Doc?.

## Sinopsi
Bugs és el primer conill enviat a l'espai. Quan arriba a la lluna, troba a un anònim marcià (després conegut com a Marvin El Marcià) que intenta volar la Terra amb la seua nau. Afortunadament el conill derrota Marvin, però al final del curtmetratge no pot deixar la lluna, ja que va haver de volar-la parcialment.
| Precedit per: Bugs Bunny Rides Again | Curtmetratges de Bugs Bunny 1948 | Succeït per: Hot Cross Bunny |